# Айдинкьоль
Айдинкьоль, Айдинколь, Айдинкуль (Місячне озеро) (кит. 艾丁湖, пін. Àidīng Hú, уйг. ئايدىڭكۆل, Aydingköl) — озеро, яке розташоване у самій серцевині Турфанської западини у Сіньцзян-Уйгурському автономному районі Китаю приблизно на відстані 35 км від міста Турфан. Продовгуватість озера із заходу на схід близько 40 км, з півночі на південь — близько 8 км. Загальна площа становить майже 200 км². На береговій лінії озера розташована найнижча точка западини — 154,50 м нижче рівня моря. Озеро утворилося у процесі горотворення в Гімалаях 249 мільйонів років тому.
У давнину озеро Айдинкьоль було відоме як juéluòwǎn (觉 洛 浣). В уйгурській мові назва «Aydingköl» означає «Місячне озеро, Озеро Місяця», оскільки озеро завдяки шару білої солі уздовж його краю нагадує блискучий місяць.

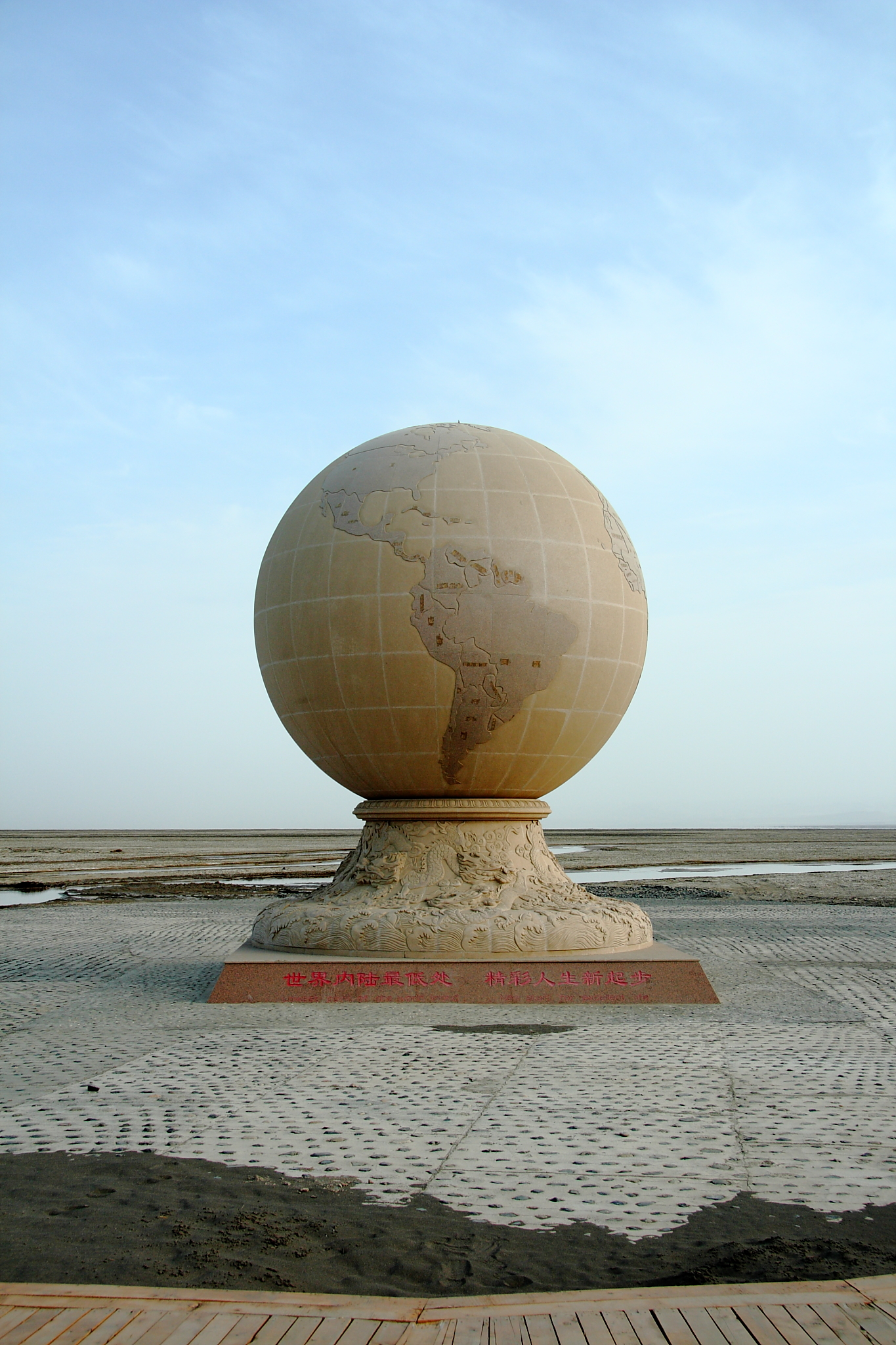
Монумент найнижчій висоті у Китаї.

## Опис
Як западина Мертвого моря, так і найбільш низинна місцевість Турфанської улоговини зайнята водою, вірніше розсолом, в якому кількість солі та води приблизно однакова. Озеро Айдин (Місячне) хоча називається озером, по суті є звичайним болотом. Середня його глибина не перевищує й одного метра. Недаремно у нього є інша, точніша назва — солончак Баджанте. 
Улітку, коли температура води нагрівається до 50 °C і вище, в озері можна навіть пастеризувати огірки. Однак, огірки на березі озера не ростуть, тут взагалі нічого не росте. Навіть не можна чітко визначити, де закінчується суша і починається саме озеро. Проте, відомо, що пластом озера Айдин, знаходяться запаси нафти. 
На даний час озеро дуже брудне, засмічене, майже повністю висохло. 
| Китай | Це незавершена стаття з географії КНР. Ви можете допомогти проєкту, виправивши або дописавши її. |